# Кучинский, Михаил Людвигович
Михаи́л Лю́двигович Кучинский (неизвестно — неизвестно) — советский футболист, полузащитник.
Годы жизни Кучинского неизвестны. В чемпионате СССР он сыграл один матч — 24 августа 1937 года в составе «Красной зари» Ленинград в домашней игре 6 тура против московского «Локомотива» (0:1).